# Agabiformius lentus
Agabiformius lentus är en kräftdjursart som först beskrevs av Gustav Budde-Lund 1885.  Agabiformius lentus ingår i släktet Agabiformius och familjen Porcellionidae. Inga underarter finns listade i Catalogue of Life.